# Gerhard Schäfer (Theologe)
Gerhard Schäfer (* 2. Juni 1923 in Stuttgart-Gablenberg; † 8. März 2003 in Nürtingen-Hardt) war ein deutscher Theologe und Archivar. Von 1956 bis 1988 leitete er das Landeskirchliche Archiv der Evangelischen Landeskirche in Württemberg.

## Leben und Wirken
Gerhard Schäfer studierte ab 1942 an der Eberhard Karls Universität Tübingen Germanistik, Geschichte, Evangelische Theologie und Philosophie und promovierte hier 1947 im Fach Germanistik mit einer Dissertation über Stilformen alter deutscher Balladen. Nach seinem Studium war er zunächst im Verlagsbereich tätig, u. a. bei der Deutschen Verlagsanstalt in Stuttgart. 1956 übernahm er als Archivdirektor die Leitung des Landeskirchlichen Archivs Stuttgart, hierzu gehörte auch die Leitung der Landeskirchlichen Zentralbibliothek. Sein Nachfolger wurde 1988 Hermann Ehmer. Neben der Aufbauarbeit und Archivpflege im Archiv der Evangelischen Landeskirche in Württemberg trat Schäfer durch zahlreiche Veröffentlichungen zur württembergischen Kirchengeschichte hervor. An der Universität Tübingen versah er an der Evangelisch-theologischen Fakultät einen Lehrauftrag zur Kirchengeschichte Württembergs. Von 1962 bis 1990 hatte Schäfer den Vorsitz des Vereins für württembergische Kirchengeschichte inne und war Herausgeber der Blätter für württembergische Kirchengeschichte. Hinzu kam die Verantwortung für die Edition der Werke bedeutender württembergischer Theologen.
Im Jahre 1981 verlieh ihm die Evangelisch-theologische Fakultät der Universität Tübingen die Ehrendoktorwürde. Als Würdigung der von Schäfer herausgegebene mehrbändige Dokumentation „Die Evangelische Landeskirche in Württemberg und der Nationalsozialismus“ erhielt er 1989 den Schillerpreis der Stadt Marbach am Neckar.

## Veröffentlichungen (Auswahl)
Monographien
- Kleine Württembergische Kirchengeschichte. Silberburg-Verlag Jäckh, Stuttgart 1964.
- Landeskirchliches Archiv Stuttgart. Übersicht über die Bestände und Inventar der Allgemeinen Kirchenakten (= Inventare der nichtstaatlichen Archive in Baden-Württemberg, Bd. 16). Kohlhammer, Stuttgart 1972.
- Zu erbauen und zu erhalten das rechte Heil der Kirche. Eine Geschichte der Evangelischen Landeskirche in Württemberg. Steinkopf, Stuttgart 1984 (5. Aufl. 1991, ISBN 3-7984-0590-5).
- Vom Wort zur Antwort. Dialog zwischen Kirche und Welt in 5 Jahrhunderten. Theiss, Stuttgart 1991, ISBN 3-8062-0895-6.
- (mit Friedrich Wittig): 200 Jahre J. F. Steinkopf in Stuttgart. Steinkopf, Stuttgart 1992, ISBN 3-7984-0717-7.
- "Das Gute behalten, Abwege verhüten". Aufsätze zur württembergischen Kirchengeschichte. Franz, Metzingen/Württ. 2004, ISBN 978-3-87785-036-7.

Editionen und Werke als Herausgeber
- Die Evangelische Landeskirche in Württemberg und der Nationalsozialismus. Sieben Bände. Calwer Verlag, Stuttgart 1968–1986.
- (mit Martin Brecht): Johannes Brenz 1499–1570. Beiträge zu seinem Leben und Wirken (= Blätter für württembergische Kirchengeschichte, Bd. 70). Scheufele, Stuttgart 1970.
- Johann Albrecht Bengel: Gott hat mein Herz angerührt. Ein Bengel-Brevier. Franz, Metzingen/Württ. 1987, ISBN 3-7722-0232-2.
- Lesebuch zur Geschichte der Evangelischen Landeskirche in Württemberg. Vier Bände. Quell-Verlag, Stuttgart 1988–1992
- Michael Hahn: Gotteserkenntnis und Heiligung. Aus seinen Briefen, Betrachtungen und Liedern (= Zeugnisse der Schwabenväter, Bd. 14/15). Franz, Metzingen/Württ. 1994, ISBN 3-7722-0227-6.

Festschriften
- Martin Brecht (Hrsg.): Festschrift für Gerhard Schäfer (= Blätter für württembergische Kirchengeschichte, Bd. 88). Scheufele, Stuttgart 1988.
- Hermann Ehmer (Hrsg.): Beiträge zur Geschichte des württembergischen Pietismus. Festschrift für Gerhard Schäfer zum 75. Geburtstag am 2.6.1998 und Martin Brecht zum 65. Geburtstag am 6.3.1997 (= Pietismus und Neuzeit, Bd. 24). Vandenhoeck & Ruprecht, Göttingen 1998, ISBN 3-525-55896-1 (Bibliographie Gerhard Schäfer, S. 13–19).